# Vedbæk Kirke
Vedbæk Kirke blev bygget som kapel i 1870 - 1871, tegnet af arkitekt Vilhelm Tvede (1826-1891). Kapellet blev indviet 4. juni 1871.
Kirke fungerede oprindeligt som annekskirke til Søllerød Kirke, men efter at Søllerød Sogn delt i to kirkesogne i 1923 - Søllerød Sogn og Vedbæk Sogn, blev Vedbæk kirke sognekirke.
I 1925 blev der anlagt en kirkegård ved Vedbæk Kirke.
Assurandør Eduard Julius Hvidt på Bakkehuset (Vedbæk) og Familien Grøn på Rolighed skænkede kirken til Søllerød Sogn (i dag Vedbæk Sogn).
Lensgreve Christian Conrad Sophus Danneskiold-Samsøe på Enrum gav grunden kirken blev bygget på.

## Bygning og udsmykning
Kirken er bygget i røde mursten på granitsokkel, og har skiffertag og kobberdækket spir.
Glasmalerierne blev i 1946 udført af Johan Thomas Skovgaard (1888-1977)
Alterkrucifikset i bronze er lavet af kunstneren Jens Urup i 1971
Kirken har 200 siddepladser og orgelet er et Frobenius orgel fra 1971 med 17 stemmer.

## Galleri
- Vedbæk Kirke
- Vedbæk Kirke
- Vedbæk Kirke